# Jindřich Stafford, 2. vévoda z Buckinghamu
Jindřich Stafford, 2. vévoda z Buckinghamu (4. září 1455 – 2. listopadu 1483) byl anglický šlechtic známý zejména díky neúspěšné vzpouře v Anglii a Walesu proti králi Richardu III. v říjnu 1483. Je také považován za jednoho z hlavních podezřelých ze zmizení (a předpokládané vraždy) nezletilých synovců krále Richarda a potenciálních královských následníků.

## Život
Jindřich Stafford se narodil jako jediný syn Humphreyho Stafforda, hraběte ze Staffordu. Vévodou z Buckinghamu se stal ve věku 4 let v roce 1460 po smrti svého dědečka Humphreyho Stafforda, 1. vévody z Buckinghamu, v bitvě u Northamptonu. V únoru 1466, ve věku 10 let, se oženil s Kateřinou Woodvillovou, sestrou Alžběty Wodvillové, manželky krále Eduarda IV. Vdávala se ve věku 8 let. Manželé měli spolu 5 dětí.
Po smrti Eduarda IV. v roce 1483 se Buckingham spojil s Richardem královým mladším bratrem vévodou z Gloucesteru a podpořil ho ve jmenování za krále Richarda III namísto žijících synů Eduarda V. a Richarda ze Shrewsbury. Za zhruba tři měsíce poté však Buckingham „otočil“ a spojil se s odpůrci Richarda Jindřichem Tudorem a kardinálem Johnem Mortonem a vyvolal povstání často nazývaném po něm jako „Buckinghamovo povstání“. Tato vzpoura skončila neúspěchem, dá se říci dokonce i fiaskem. Jindřich Tudor se svými spojenci z Bretaně nemohli vzhledem ke špatnému počasí přistát na anglickém břehu a Buckingham nesehnal v krátkém čase dostatek spojenců. Král Richard naopak zorganizoval rychle početné vojsko a vzpouru rázně potlačil. Buckingham byl zajat a popraven Richardem za zradu 2. listopadu 1483.
Důvody, proč se Buckingham připojil k povstání proti Richardu, zůstávají nejasné, protože s Richardem do té doby vycházeli dobře. Tradiční označení povstání jeho jménem lze považovat za nepřesné, neboť pravděpodobnějšími vůdci byli kardinál John Morton a Reginald Bray.

## Princové z Toweru
Zmizení a následný osud synů krále Eduarda IV. patří k největším záhadám historie. Veškeré úvahy o jejich osudu lze tedy zařadit pouze do domněnek a spekulací.
Buckingham měl jako spojenec krále Richarda III. v létě 1483 přístup do Toweru, kde byli princové střeženi. Zda je zavraždil on, a zda to udělal bez vědomí krále, nelze prokázat.
Podezření Buckinghama z možné vraždy mladých princů vychází z jeho potenciální motivace stát se anglickým králem, neboť Buckingham byl z otcovy strany prapravnukem Tomáše z Woodstocku legitimního syna krále Eduarda III. A královský původ mohl odvozovat i z matčiny strany jako vnuk Edmunda Beauforta, vévody ze Somersetu dávného potomka stejného krále Eduarda III. a Jana z Gentu. Zavražděním mladých princů a následným povstáním proti králi Richardu, mohl Buckingham doufat v získání královského trůnu pro sebe samého.
Historikové podezření Buckinghama z vraždy princů bez vědomí krále Richarda spíše vyvracejí. Král Richard poté, co Buckingham přešel na stranu jeho nepřátel, ho nikdy z této vraždy neobvinil, přestože bylo pro něj politicky výhodné svést veškerou vinu na Buckinghama.
Za druhé není ani jasné, zda měl Buckingham v Toweru přímou možnost dostat se osobně k princům, které velmi pozorně střežili přímí podřízení Richarda. Možnost osobního setkání s těmito princi mohl povolovat nejspíš pouze sám král Richard a Buckingham by ho tedy musel o svém úmyslu předem informovat.
Vzhledem k doposud nevyřešenému osudu těchto princů se tedy i Buckingham stal už od doby Williama Shakespeara a nadále stává postavou divadelních her, románů, filmů a televizních seriálů s nejrůznějšími fiktivními příběhy popisující ho jako pachatele, či spolupachatele či nevinného v této kauze.

## Vývod z předků
|                                            |                                              |  |             |                                        |  |  |  |  |  |  |  | Hugh Stafford, 2. hrabě ze Staffordu |
|                                            |                                              |  |             |                                        |  |  |  |  |  |  |  |                                      |
|                                            | Edmund Stafford, 5. hrabě ze Staffordu       |  |             |                                        |  |  |  |  |  |  |  |                                      |
|                                            |                                              |  |             |                                        |  |  |  |  |  |  |  |                                      |
|                                            |                                              |  |             | Philippa de Beauchamp                  |  |  |  |  |  |  |  |                                      |
|                                            |                                              |  |             |                                        |  |  |  |  |  |  |  |                                      |
|                                            | Humphrey Stafford, 1. vévoda z Buckinghamu   |  |             |                                        |  |  |  |  |  |  |  |                                      |
|                                            |                                              |  |             |                                        |  |  |  |  |  |  |  |                                      |
|                                            |                                              |  |             | Tomáš z Woodstocku                     |  |  |  |  |  |  |  |                                      |
|                                            |                                              |  |             |                                        |  |  |  |  |  |  |  |                                      |
|                                            | Anna z Gloucesteru                           |  |             |                                        |  |  |  |  |  |  |  |                                      |
|                                            |                                              |  |             |                                        |  |  |  |  |  |  |  |                                      |
|                                            |                                              |  |             | Eleanor de Bohun                       |  |  |  |  |  |  |  |                                      |
|                                            |                                              |  |             |                                        |  |  |  |  |  |  |  |                                      |
|                                            | Humphrey Stafford, hrab ze Staffordu         |  |             |                                        |  |  |  |  |  |  |  |                                      |
|                                            |                                              |  |             |                                        |  |  |  |  |  |  |  |                                      |
|                                            |                                              |  |             | John Neville, 3. baron Neville         |  |  |  |  |  |  |  |                                      |
|                                            |                                              |  |             |                                        |  |  |  |  |  |  |  |                                      |
|                                            | Ralph Neville, 1. hrabě z Westmorlandu       |  |             |                                        |  |  |  |  |  |  |  |                                      |
|                                            |                                              |  |             |                                        |  |  |  |  |  |  |  |                                      |
|                                            |                                              |  |             | Maud Percy                             |  |  |  |  |  |  |  |                                      |
|                                            |                                              |  |             |                                        |  |  |  |  |  |  |  |                                      |
|                                            | Anna Nevillová, vévodkyně z Buckinghamu      |  |             |                                        |  |  |  |  |  |  |  |                                      |
|                                            |                                              |  |             |                                        |  |  |  |  |  |  |  |                                      |
|                                            |                                              |  |             | Jan z Gentu                            |  |  |  |  |  |  |  |                                      |
|                                            |                                              |  |             |                                        |  |  |  |  |  |  |  |                                      |
|                                            | Johana Beaufortová, hraběnka z Westmorlandu  |  |             |                                        |  |  |  |  |  |  |  |                                      |
|                                            |                                              |  |             |                                        |  |  |  |  |  |  |  |                                      |
|                                            |                                              |  |             | Kateřina Swynfordová                   |  |  |  |  |  |  |  |                                      |
|                                            |                                              |  |             |                                        |  |  |  |  |  |  |  |                                      |
| Jindřich Stafford, 2. vévoda z Buckinghamu |                                              |  |             |                                        |  |  |  |  |  |  |  |                                      |
|                                            |                                              |  |             |                                        |  |  |  |  |  |  |  |                                      |
|                                            |                                              |  | Jan z Gentu |                                        |  |  |  |  |  |  |  |                                      |
|                                            |                                              |  |             |                                        |  |  |  |  |  |  |  |                                      |
|                                            | Jan Beaufort, 1. hrabě ze Somersetu          |  |             |                                        |  |  |  |  |  |  |  |                                      |
|                                            |                                              |  |             |                                        |  |  |  |  |  |  |  |                                      |
|                                            |                                              |  |             | Kateřina Swynfordová                   |  |  |  |  |  |  |  |                                      |
|                                            |                                              |  |             |                                        |  |  |  |  |  |  |  |                                      |
|                                            | Edmund Beaufort, 1. vévoda ze Somersetu      |  |             |                                        |  |  |  |  |  |  |  |                                      |
|                                            |                                              |  |             |                                        |  |  |  |  |  |  |  |                                      |
|                                            |                                              |  |             | Tomáš Holland, 2. hrabě z Kentu        |  |  |  |  |  |  |  |                                      |
|                                            |                                              |  |             |                                        |  |  |  |  |  |  |  |                                      |
|                                            | Markéta Hollandová                           |  |             |                                        |  |  |  |  |  |  |  |                                      |
|                                            |                                              |  |             |                                        |  |  |  |  |  |  |  |                                      |
|                                            |                                              |  |             | Alice FitzAlan, hraběnka z Kentu       |  |  |  |  |  |  |  |                                      |
|                                            |                                              |  |             |                                        |  |  |  |  |  |  |  |                                      |
|                                            | Margaret Beaufortová, hraběnka ze Staffordu  |  |             |                                        |  |  |  |  |  |  |  |                                      |
|                                            |                                              |  |             |                                        |  |  |  |  |  |  |  |                                      |
|                                            |                                              |  |             | Thomas Beauchamp, 12. hrabě z Warwicku |  |  |  |  |  |  |  |                                      |
|                                            |                                              |  |             |                                        |  |  |  |  |  |  |  |                                      |
|                                            | Richard Beauchamp, 13. hrabě z Warwicku      |  |             |                                        |  |  |  |  |  |  |  |                                      |
|                                            |                                              |  |             |                                        |  |  |  |  |  |  |  |                                      |
|                                            |                                              |  |             | Margaret Ferrersová                    |  |  |  |  |  |  |  |                                      |
|                                            |                                              |  |             |                                        |  |  |  |  |  |  |  |                                      |
|                                            | Eleanor Beauchampová, vévodkyně ze Somersetu |  |             |                                        |  |  |  |  |  |  |  |                                      |
|                                            |                                              |  |             |                                        |  |  |  |  |  |  |  |                                      |
|                                            |                                              |  |             | Thomas de Berkeley, 5. baron Berkeley  |  |  |  |  |  |  |  |                                      |
|                                            |                                              |  |             |                                        |  |  |  |  |  |  |  |                                      |
|                                            | Elizabeth Berkeley, hraběnka z Warwicku      |  |             |                                        |  |  |  |  |  |  |  |                                      |
|                                            |                                              |  |             |                                        |  |  |  |  |  |  |  |                                      |
|                                            |                                              |  |             | Margaret de Lisle, 3. baronka Lisle    |  |  |  |  |  |  |  |                                      |
|                                            |                                              |  |             |                                        |  |  |  |  |  |  |  |                                      |